# Grand Theft Auto (videójáték)
A Grand Theft Auto egy 1997-es videójáték, amelyet a Rockstar North (akkori nevén DMA Design) és a Tarantula Studios fejlesztett.
A játék a népszerű Grand Theft Auto franchise első része. Manapság Grand Theft Auto 1 néven hivatkoznak rá, hogy megkülönböztessék a sorozat többi tagjától.

## Cselekmény, játékmenet
A játék három különböző, kitalált nagyvárosban játszódik: Liberty Cityben, San Andreasban és Vice Cityben. Ezeket a neveket a Rockstar Games később több sikeres GTA játékba is átültette. A legtöbb résszel ellentétben a játékos nem egy megadott karakter, hanem több különböző karakter közül választhat (négy férfi és négy női karakter). A játékos életekkel rendelkezik. Ha az összeset elveszíti (pl. támadások vagy robbanás következtében), meghal, ilyenkor egy korábbi helyzetbe kerül vissza, és onnan folytathatja a játékot.

## Fejlesztés
A játék eleinte a "Race'n'Chase" nevet viselte. David Jones producer a Pac-Manhez hasonlította a játékot. Különlegesség, hogy eredetileg rendőr lett volna a főszereplő, de Gary Penn tervező úgy gondolta, hogy "jobb rosszfiúnak lenni", és így született meg a Grand Theft Auto.

## Megjelenés
A játék 1997. október 21.-én jelent meg Windows platformra, 1997. december 12.-én Playstation platformra, és 1999. október 22.-én Game Boy Color platformra. A GTA első része nagyon sikeres volt, a siker hatására 1999-ben megjelent két kiegészítő, a London 1969 és a London 1961, illetve még ugyanebben az évben a második rész.